# The Quarrymen
The Quarrymen (scritto anche The Quarry Men) è la prima band musicale fondata nell'autunno 1956 – e attiva fino al 1959 – dal futuro Beatle John Lennon. Si sono riformati nel 1997.
I sei membri del gruppo erano tutti ragazzi di Liverpool, in Inghilterra, compagni di scuola di Lennon. Oltre a lui i componenti del gruppo erano: John Lowe, Rod Davis, Len Garry, Colin Hanton, Pete Shotton.
Al tempo, quando il merseybeat non aveva ancora messo le sue radici, erano considerati come una skiffle band, sull'onda di quella che era la moda musicale di fine anni cinquanta ed inizi anni sessanta.

## Storia

### Origini: la musica skiffle

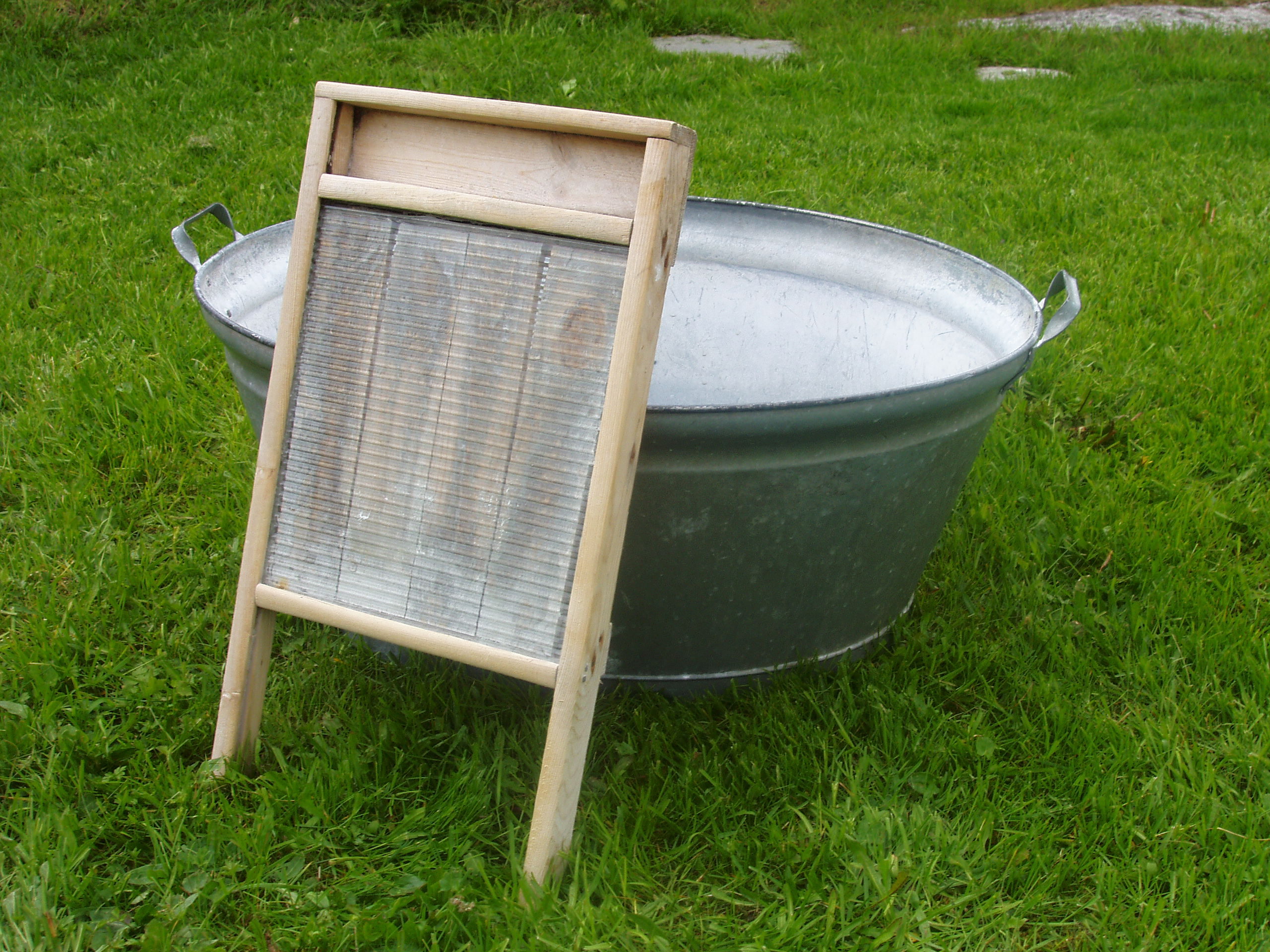
Modello di washboard

Il nome Quarrymen fu ispirato da quello della scuola che Lennon e i suoi amici frequentavano, la Quarry Bank Grammar School. Lennon si era avvicinato alla musica rock and roll nel gennaio 1955 ascoltando Bill Haley & The Comets (Rock Around the Clock), e successivamente, nell'aprile del 1956, era rimasto colpito dall'energia della canzone di Elvis Presley Heartbreak Hotel.

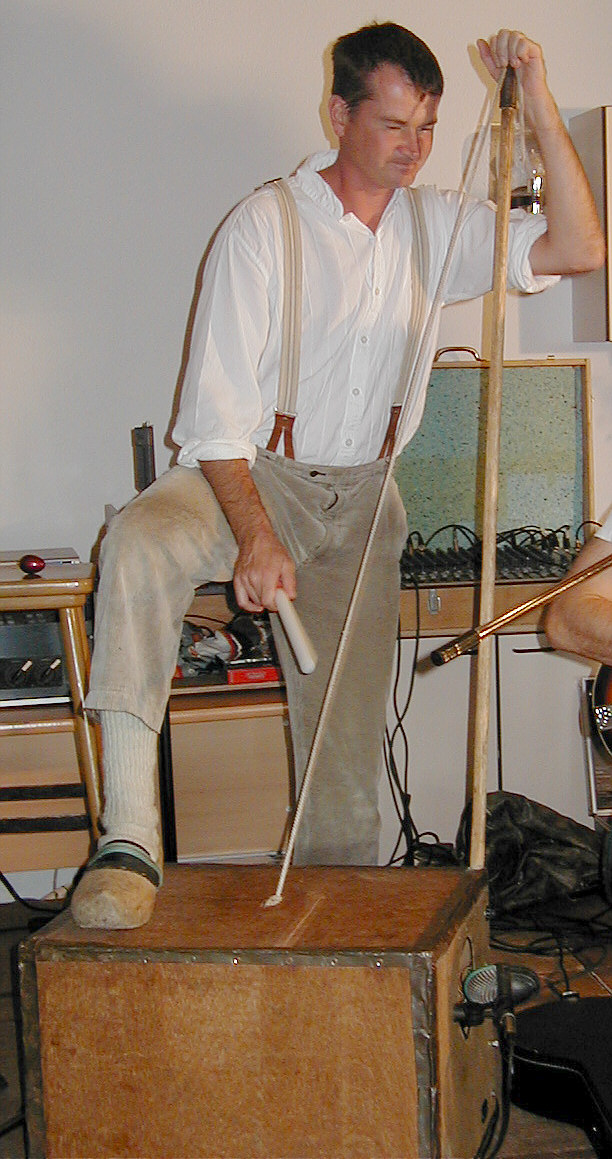
Un bidofono

I teenager britannici della metà degli anni cinquanta che intendevano avvicinarsi alla musica senza avere una particolare preparazione, si limitavano ad eseguire musica skiffle, un ibrido di folk statunitense, blues e hillbilly, con qualche punta di rock and roll primigenio.
In definitiva, musica fatta "in casa" (oggi si direbbe musica da garage), sufficiente però a creare una piccola scuola all'interno della rivoluzione musicale che sarebbe da lì a poco giunta.
Il maggiore esponente di musica skiffle attivo fra il 1955 ed il 1957 fu un musicista scozzese, Lonnie Donegan, del quale Lennon divenne presto uno sfegatato fan.
La strumentazione del gruppo fu, almeno in principio, assai originale. I Quarrymen suonavano, infatti, oltre al banjo, anche un curioso strumento chiamato washboard, costituito da una tavola usata per lavare il bucato che veniva percossa con ditali da cucito.
Dopo che ad essi si unì un altro futuro Beatle, Paul McCartney, i Quarrymen disponevano di quattro chitarre e di un contrabbasso sia pure rudimentale, il bidofono, costituito da una scatola metallica di tè e da un manico di scopa a cui era collegata una corda per produrre il suono.

### L'era pre-Beatles
Quando nell'autunno 1956 Lennon decise di provare a produrre musica egli stesso, propose agli amici – inizialmente al suo miglior amico, Peter Shotton – di partire con la creazione di un gruppo che eseguisse repertorio skiffle. Con Lennon alla chitarra ritmica e voce e Shotton al washboard (tipico strumento skiffle in grado di assicurare la base ritmica), il seme del gruppo – in realtà appena un duo – era gettato.
Dopo appena una settimana dalla decisione, avvenne il debutto con il nome di The Black Jacks, subito cambiato in The Quarrymen, in omaggio al nome della scuola che i due frequentavano. Doveva passare ancora appena una settimana perché i due reclutassero il terzo componente della band, Bill Smith, abile a suonare il bidofono. Da notare che l'ingaggio di Smith fu fonte di qualche disputa, per un recente litigio intercorso fra Shotton e lo stesso Smith.

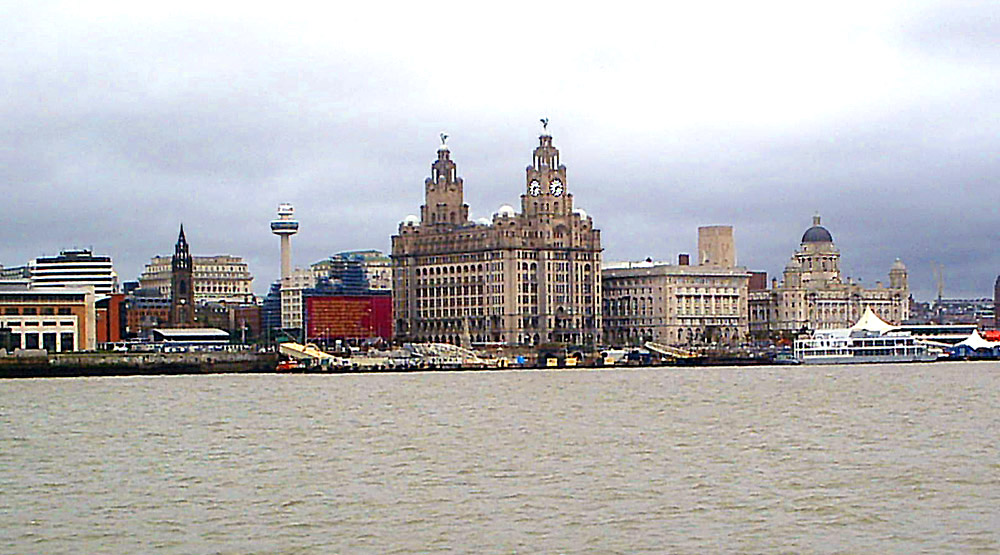
Liverpool, in riva al fiume Mersey, fu culla prima della musica skiffle e poi del merseybeat

Superato l'impasse, la strada del nuovo gruppo appariva in discesa, con l'entrata in formazione di altri due membri, Rod Davis (banjo) ed Eric Griffiths (chitarra), anch'essi compagni alla Quarry Bank School e, a differenza di Shotton e Smith, abili strumentisti. Smith, del resto, rimase per breve tempo nel gruppo, presto sostituito da Len Garry.
Con l'ultimo arrivo, quello di Colin Hanton alla batteria (strumento poco consueto nelle formazioni skiffle), i Quarrymen erano pronti per iniziare a suonare ai party e ai festival di musica skiffle che si svolgevano abitualmente nella zona di Liverpool.
Il 22 giugno 1957 – ricordano le cronache locali – la band suonò due volte ad un party all'aperto in Rosebery Street, per festeggiare il 750º anniversario della municipalità di Liverpool concessa da re Giovanni d'Inghilterra.
La data storica del gruppo fu tuttavia quella del 6 luglio dello stesso anno, quando ebbe inizio la serie di veri e propri concerti pubblici, entrò nel gruppo anche Paul McCartney.
Nel febbraio 1958 Paul presentò a John il compagno di scuola George Harrison, il quale entrò a far parte del gruppo dopo due audizioni la seconda delle quali, avvenuta un mese dopo, si svolse su un autobus; McCartney dovette tuttavia vincere la resistenza di Lennon, che riteneva Harrison, all'epoca quattordicenne, troppo giovane per entrare nella band.
Il 12 luglio del 1958 i Quarrymen incisero una cover di That'll Be the Day insieme al brano In Spite of All the Danger, scritto da Paul McCartney e George Harrison. La formazione era composta da John Lennon (chitarra ritmica e voce), Paul McCartney (chitarra ritmica e accompagnamento vocale), George Harrison (chitarra solista e accompagnamento vocale), John Lowe (pianoforte) e Colin Hanton (batteria). L'unica copia esistente dell'acetato contenente i due brani passò nelle mani di Lowe quando il gruppo si sciolse. Nel 1981 McCartney lo acquistò da Lowe per una cifra mai dichiarata (pare intorno alle 10 000 sterline) e ne fece realizzare alcune copie per i familiari e gli amici. Nel 2015 la rivista di collezionismo musicale Record Collector lo ha collocato al primo posto nella lista dei dischi più costosi al mondo, la cui copia in acetato ha un prezzo stimato di 200 000 sterline.

### Dai Quarrymen ai Beatles
Le formazioni dei Quarrymen mutarono con frequenza con il passare del tempo, registrando defezioni ed integrazioni, alcune delle quali determinanti in chiave futura, come quella di Stuart Sutcliffe al basso e di Pete Best alla batteria.
Alla fine, la formazione rimasta avrebbe costituito l'ossatura dei nascenti Beatles.
I Quarrymen si sciolsero ufficialmente nel 1959; il gruppo cambiò nomi e line-up per lasciare infine il posto a quello che è considerato il gruppo musicale rock più innovativo e influente rispetto al costume dei giovani che si sia avuto nel XX secolo; tornarono poi insieme per partecipare, da relatori, a Beatles Events in cui vengono organizzati conferenze e concerti.

## La rinascita dei Quarrymen

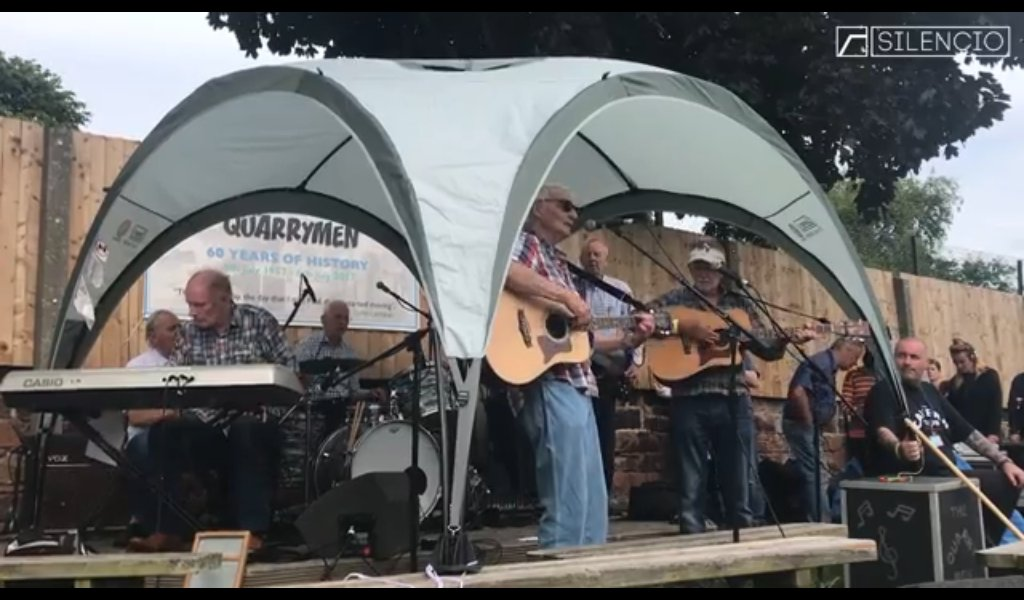
I Quarrymen alla festa di St Peter's Church, 2017

Chiusa l'esperienza dei Quarrymen, Pete Shotton, Rod Davis, Eric Griffiths, Len Garry e Colin Hanton si persero di vista per quarant'anni e attraversarono individualmente diversissimi destini sentimentali, artistici, lavorativi e finanziari.
In occasione del quarantennale dell'apertura del Cavern Club, i proprietari del locale organizzarono per il 16 gennaio del 1997 una grande festa invitando tutti coloro che, in qualche maniera, avevano avuto a che fare col club. Len Garry, l'unico con cui gli organizzatori erano in rapporto, fu incaricato di contattare con l'aiuto di John Duff Lowe gli altri componenti del gruppo. Tutti e quattro – alcuni con entusiasmo, altri inizialmente scettici e di malavoglia – risposero all'invito e quella sera, riconoscendosi a fatica dopo quattro decenni di lontananza, si ritrovarono assieme sul palco del Cavern per un'esibizione improvvisata accolta con tale entusiasmo – e che diede loro tale carica – da farli decidere di riprendere i rispettivi strumenti appesi al chiodo e di rimettere in piedi il gruppo.
Si rividero il 5 luglio 1997, un altro leggendario quarantennale, alla festa di St Peter’s Church, dove suonarono il medesimo repertorio sul pianale di un carro guidato da Doug Chadwick, esattamente come quarant'anni prima, nella storica giornata in cui John Lennon e Paul McCartney fecero conoscenza. Riscosso largo consenso, il rinato gruppo incise un CD dal titolo emblematico (Get Back - Together) e continuò a esibirsi in concerti per tutta la Gran Bretagna, ritrovando fra il pubblico tanti amici di un tempo – fra gli altri Rob Molyneux, John Duff Lowe, Jonathan Bailey, Nigel Whalley – e risultò sempre più richiesto tanto da essere scritturato per un tour negli Stati Uniti, a cui sono seguite altre trasferte americane, concerti in vari paesi europei e appuntamenti rievocativi e commemorativi.
A seguito del ritiro di Pete Shotton nel 2000 e della morte di Eric Griffith nel 2005, il gruppo era formato nel 2011 da Rod Davis, Len Garry, John Duff Lowe e Colin Hanton.

## Formazione

### Formazione attuale
- Rod Davis – voce, chitarra (1956–1957, 1997–presente)
- Len Garry – bidofono (1956–1958, 1997–presente)
- Colin Hanton – batteria (1956–1959, 1997–presente)

### Ex componenti
- John Lennon – voce, chitarra (1956–1959)
- Paul McCartney – voce, chitarra (1957–1959)
- George Harrison – voce, chitarra (1958–1959)
- John Lowe – tastiera (1958-1958, 2005–2024)
- Eric Griffiths – chitarra (1956–1958, 1997–2005)
- Ken Brown – chitarra (1959-1959)
- Stuart Sutcliffe – basso (1959-1959)
- Bill Smith – bidofono (1956)
- Ivan Vaughan – bidofono (1956–1958)
- Nigel Walley – bidofono (1956–1958)
- Peter Shotton – washboard (1956–1957, 1997–2000)
- Chas Newby - basso (2016-2023)